# Acuntsus
Akuntsu (também conhecido como Akunt’su ou Akunsu) é um povo indígena brasileiro. Falam uma língua da família Tupari, do tronco Tupi.
Localizado no sudeste de Rondônia, às margens do igarapé Omerê. No ano de 2005 sua população estimada era de seis sobreviventes.
Representam uma das menores e mais ameaçadas sociedades indígenas no Brasil. Antigas tribos vizinhas os denominavam de "Wakontsu", e temiam seus guerreiros. Sua cultura Material encontra-se atualmente seriamente comprometida, porém ainda confeccionam os formidáveis maricos de fibra de tucum, objeto de uso doméstico que lembra uma bolsa de carga, usada à testa. Este objeto de uso doméstico simboliza uma característica importante da origem desta sociedade, os localizando dentro do complexo do maríco. O antropólogo Adelino de Lucena Mendes realizou pesquisa de campo entre os akuntsu no ano de 2002. Produziu junto ao ISA um verbete informativo sobre esta tribo.

## Etimologia
Akuntsu tem origem na palavra "wakontsón", da lingua Kanoê, e que significa "outro índio". Foi a denominação dada pelos Kanoê para o grupo vizinho ao qual não tinham contato.

## Costumes

### Vestimentas
Costumam vestir pequenas tangas com franjas, e usam adornos corporais como abraçadeiras e tornozeleiras que são feitos em algodão, usando plumas de aves e dentes de mamíferos como decoração; também usam colares feitos com conchas diversas ou plásticos, que cortam em formato circular ou trapézio; e adorno no nariz.

### Rituais
Praticam os rituais xamânicos, com a presença de um pajé e aspiração de rapé. Em transe, entram em contato com espíritos de animais e entes ancestrais, acompanhados de cânticos e dança.

## Economia
Vivem da caça (com arcos e flexas) de porcos do mato, antas e pacas; coleta de frutas; e de pequena agricultura que fica próxima as malocas onde moram. A pescaria no igarapé é escassa, provendo peixes pequenos.

## História
A primeira vez que os Akuntsu foram citados, foi no livro de Frans Caspar, no período em que visitava o grupo vizinho Tupari. Até então, viviam isolados, mas com a chegada de fazendeiros e madereiros na região, constantemente tentavam expulsar os Akuntsu das suas terras, ocorrendo conflitos. Nos anos de 1980, houve um intenso conflito entre os Akuntsu e ruralistas da Fazenda Yvypytã, onde ocorreu um massacre, quase dizimando por completo o povo Akuntsu. Os poucos indivíduos que sobreviveram, tiveram que procurar outra área para construir uma nova aldeia. O primeiro contato oficial foi em 1985, pelo sertanista Marcelo dos Santos através da frente de atração da Funai. Durante anos anteriores, fazendeiros negavam a existência de grupos indígenas na região por interesses particulares. Quando Santos chegou até o local onde se encontravam os Akuntsu, só restavam 7 pessoas do grupoː 2 homens adultos, 2 mulheres adultas, 1 mulher idosa, 1 adolescente e 1 criança. Sendo Kunibu o líder do grupo.
Com a comprovação de grupos indígenas na área (os Akuntsu, os Kanoê e o índio do buraco), Santos pediu a interdição de 63.900 hectares, através da Portaria nº 2.030/E/1986, de 11 de abril de 1986, para preservar o território indígena, sendo denominada Área Indígena Omerê. Em 12 de dezembro de 1986, Romero Jucá, que acabara de assumir a presidência da Funai, revogou a interdição das terras indígenas, e novas ameaças ocorreram entre ruralistas e os Kunibu.
Entre os anos de 2000 e 2016, morreu uma das filhas de Kunibu, devido a uma queda de uma árvore sobre a maloca em que se encontrava; morreu Ururú, a mulher idosa, com doença respiratória; e Kunibu, devido a um câncer.
As Terras Indígenas dessas etnias na Amazônia Legal são constantemente invadidas ilegalmente por missionários e pela ação de madeireiros. Devido isto, em 2014 a Funai criou o Sistema de Proteção e Promoção de Direitos com doze Frentes de Proteção Etnoambiental, para fazer a vigilância ostensiva e em tempo integral das áreas. São sete as etnias indígenas recém-contactados no Brasil pela Funai, que estão sobre proteção deste sistema: korubo, zo'é, kunt'su, tupi-kawahiv, kanoe, uruwahá e, awa-guajá.
A Funai através da Coordenação Geral de Índios Isolados e Recém Contatados (CGIIRC) verificou que algumas etnias indígenas recém-contactados estavam em situação de fragilidade, assim ofereceu assistência diferenciada a estes: zo’é no Pará; aos kanoê e aos akuntsu em Rondônia, e; aos korubo do Javari no Amazonas.